# Castillo de Nipozzano
El Castello Nipozzano es un castillo de construcción medieval que se encuentra en Pelago, cerca de Florencia, Italia, en la cima de una colina, a casi 350 m de altitud. Constituye un punto de observación para las poblaciones de San Francisco y Pontassieve, en donde confluyen los ríos Arno y Sieve.
Su posición estratégica ha permitido durante siglos controlar los valles de los ríos, recorridos por la vía romana Cassia Vetus.

## Historia
El Castello Nipozzano era propiedad de los condes Guidi. Hay documentación que lo demuestra que se remonta al año 1062, parte de un contrato con el que Guido Guerra compró la cuarta parte de dos porciones del Poggi, ya estando el Castillo Nipozzano y rodeado por los fosos. Del estudio de ese documento se deduce que el sitio fortificado tiene su origen hacia la primera mitad del siglo XI, si bien la edificación original ha sido destruida y solo después reconstruida.
El mandato del conde Guidi en Nipozzano se confirma en diplomas imperiales, datados de 1164, 1191 y 1220, dados por el emperador Enrique VI y Federico II. Su gobierno termina antes de 1225, en el momento en que no se nombra este castillo en el documento con el que los cinco hijos de Guido Guerra se dividieron los bienes en esta parte del territorio.
El castillo pasó posteriormente a la familia vasalla de los Da Quina y, por donación, a la lejana de San Fedele a Strumi (enlace roto disponible en Internet Archive; véase el historial, la primera versión y la última)., ubicada en Casentino. Hay testimonios que dan fe de lo anterior, elaborados por Lapo da Castiglionchio. En 1218, el abad de San Fedele, para pagar una deuda adquirida con la familia Adimari, fue obligado a ceder en arriendo, por un periodo de cinco años, toda la tierra, casas y viñas que la abadía teníia en Nipozzano. Esta concesión fue repetida en 1275. Una posterior cesión de la propiedad ocurrió en 1283, cuando los monjes de la abadía renunciaron completamente a la propiedad de Nipozzano, cediéndola a la familia florentina de los Cerchi, en particular a Bindo de Cerchi, a cambio de tierras más cercanas a la ciudad.
Nipozzano pasó a ser propiedad de la República de Florencia a principios del siglo XIV como resulta de las cartas de 1312 conservadas en el "Archivio delle Riformagioni" de Florencia. En esos documentos, se hace referencia explícita al encargo de vigilar el paso del ejército de Enrique VII de Luxemburgo, que se trasladaba de Arezzo a Florencia para asediar la ciudad.

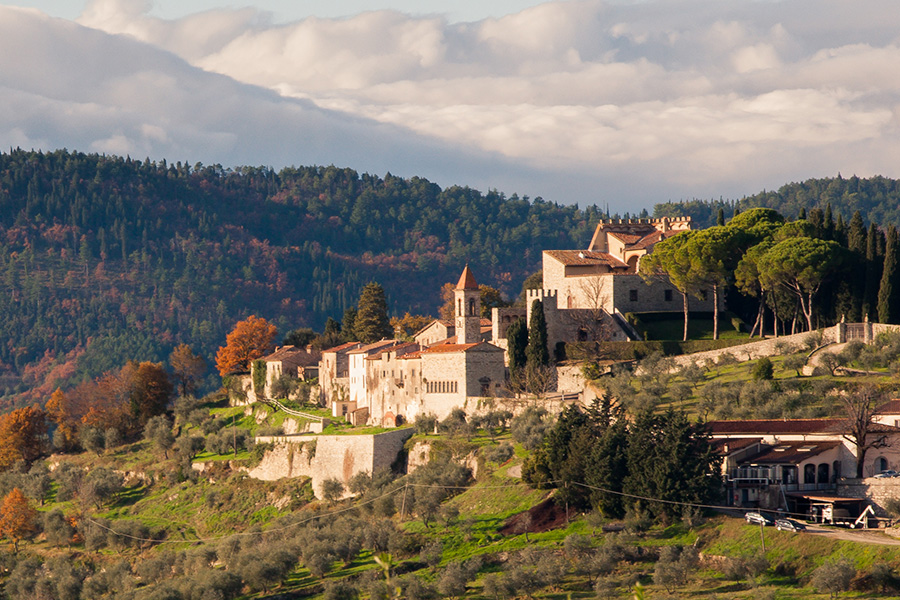
Nipozzano, vista desde la vía principal

De la familia rica de los Cerchi, involucrada en la lucha por el control de Florencia, Nipozzano pasó como posesión a la familia Albizzi, aliados de los Cerchi. Esta familia se convirtió en un corto periodo de tiempo en una de las familias más ricas de Florencia. Hacia el final del siglo XIV, siendo propiedad de los Albizzi, el castillo tuvo su periodo de máximo esplendor. Fue transformado en una vivienda de campo, convirtiéndose en el lugar de encuentro de artistas y literatos. La familia Albizzi se enfrentó a la familia rival de los Médici, teniendo que huir del castillo al ser derrotada.
De la vivienda de los Albizzi quedan todavía elementos arquitectónicos referenciales al siglo XV. El castillo fue embellecido posteriormente hasta el siglo XVII.
Uno de los descendientes de la familia, Vittorio de Albiuzzi, introdujo nuevas técnicas para la viticultura en la zona de Pomino (Rufina), no lejos del castillo. A la muerte de Vittorio, sucedida en 1877, todos sus bienes pasaron asu hermana, Leonia de Albizzi, esposa de Angelo Frescobaldi, ya que Vittorio nunca se casó.

## Curiosidades

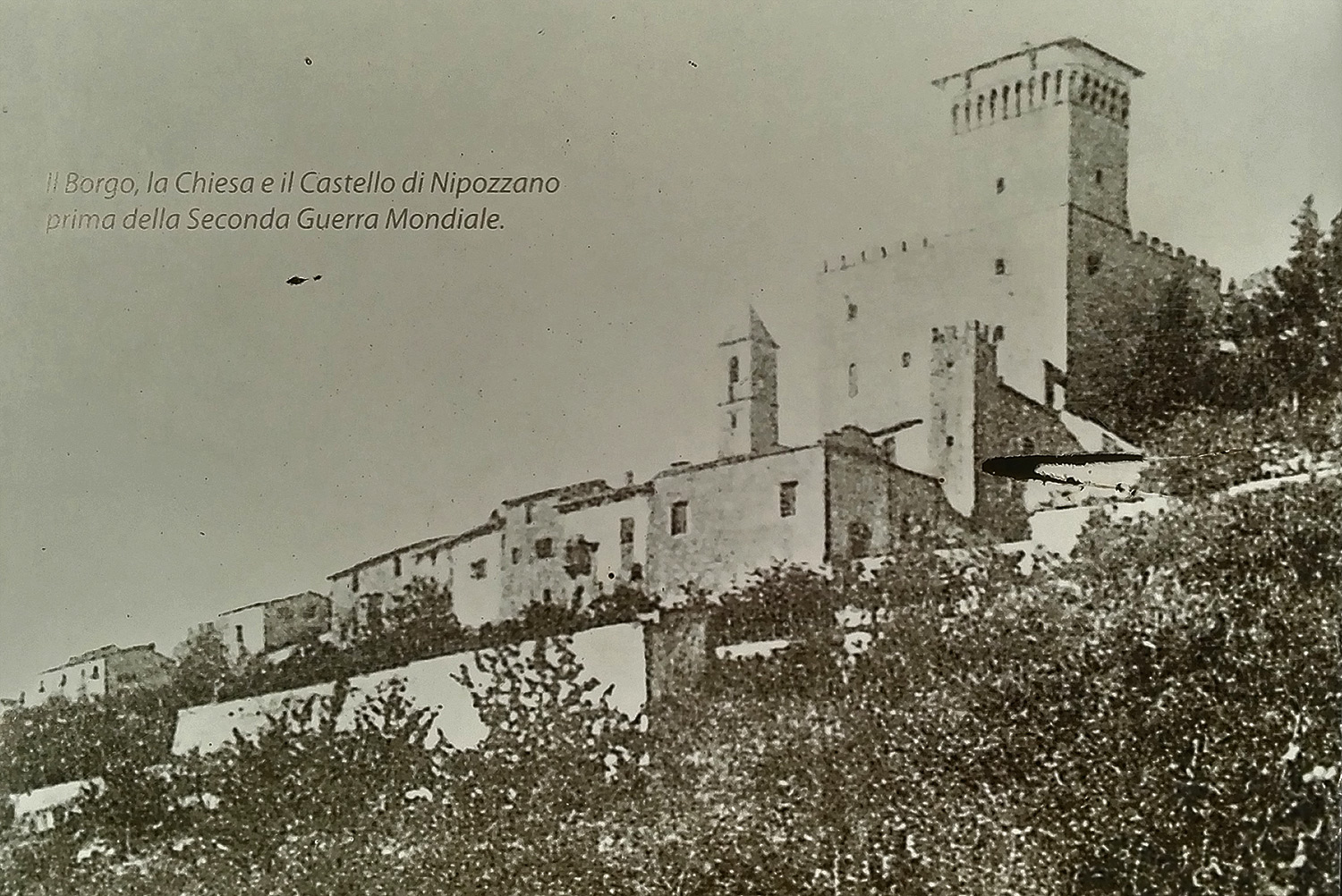
Nipozzano, antes de sufrir los daños de la Segunda Guerra Mundial.

1. En la tradición popular, Nipozzano significa sin pozo de agua. Esto da testimonio de que la región es pobre en agua, lo que favorece el cultivo de la vid.
2. La Iglesia de San Nicolás de Nipozzano se halla dentro de la fortaleza.[3]
3. La fortaleza estaba coronada por una torre, que fue destruida sin sentido en 1944 por soldados alemanes.